# Scream Blacula Scream
Scream Blacula Scream is een Amerikaanse blaxploitation-horrorfilm uit 1973 onder regie van Bob Kelljan met in de hoofdrollen William Marshall, Don Mitchell en Pam Grier. Het is een vervolg op Blacula uit 1972, met de nadruk op de wederopstanding van de vampier Mamuwalde.

## Verhaal
Wanneer een oude voodoo-priesteres sterft, gelooft haar arrogante zoon Willis (Richard Lawson) dat hij de volgende sekteleider gaat worden. Hij is woedend wanneer zijn stiefzus Lisa (Pam Grier) gekozen wordt als nieuwe leider van de sekte. Willis wil wraak nemen door de Afrikaanse vampierprins Mamuwalde, ook bekend als Blacula, opnieuw tot leven te wekken. Hij wordt echter al snel het eerste slachtoffer van Blacula.
Ondertussen begint Justin Carter (Don Mitchell), een voormalig politieagent met een interesse in het occulte, de moorden te onderzoeken die veroorzaakt zijn door Mamuwalde en zijn groeiende vampierhorde. Wanneer Mamuwalde ontdekt dat Justins vriendin Lisa bedreven is in voodoo, vraagt hij haar om hulp om hem te genezen van zijn vampierenvloek.
Terwijl Lisa het ritueel uitvoert om Mamuwalde te genezen met behulp van een voodoopop die op hem lijkt, valt Justin samen met L.A.P.D.-luitenant Harley Dunlop (Michael Conrad) en een aantal agenten het huis binnen en er ontstaat een gevecht met Mamuwalde's handlangers waarbij Willis gedood wordt. Justin weet het genezingsritueel te onderbreken en wanneer Lisa ziet hoe een woedende Mamuwalde de politieagenten vermoordt, weigert ze hem nog te helpen.
Net wanneer Justin op het punt staat gebeten te worden, steekt Lisa een houten pijl door de voodoopop van Mamuwalde. Terwijl ze de pop blijft steken, schreeuwt Mamuwalde het uit van de pijn.

## Rolverdeling
| Acteur           | Personage                  | Opmerkingen      |
| ---------------- | -------------------------- | ---------------- |
| William Marshall | Prince Mamuwalde / Blacula |                  |
| Don Mitchell     | Justin Carter              |                  |
| Pam Grier        | Lisa Fortier               |                  |
| Michael Conrad   | Lieutenant Harley Dunlop   |                  |
| Richard Lawson   | Willis Daniels             |                  |
| Lynne Moody      | Denny                      | als Lynn Moody   |
| Janee Michelle   | Gloria                     |                  |
| Barbara Rhoades  | Elaine                     |                  |
| Bernie Hamilton  | Ragman                     |                  |
| Arnold Williams  | Louis                      |                  |
| Van Kirksey      | Professor Walton           |                  |
| Craig T. Nelson  | Sarge                      | als Craig Nelson |
| James Kingsley   | Sergeant Williams          |                  |

## Release en ontvangst
Scream Blacula Scream kwam in de Verenigde Staten op 27 juli 1973 in de bioscoopzalen. De film deed het minder goed aan de kassa dan zijn voorganger en werd met gemengde recensies ontvangen. De Amerikaanse filmrecensenten Siskel en Ebert waren het grondig oneens over de film. Ebert gaf de film anderhalve ster op vier, omdat hij vond dat het leek alsof de film op een drafje gemaakt was met beperkte middelen. Het acteerwerk van Willam Marshall en Pam Grier kon hij wel appreciëren. Siskel daarentegen gaf de film 3,5 sterren op vier en schreef dat hij deze vervolgfilm beter vond dan het origineel.
De film behaalde een score van 29% (7 recensies) op Rotten Tomatoes, met een gemiddelde score van 4,9/10.